# Schulbuchprivileg
Als Schulbuchprivileg bezeichnet man eine Schrankenregelung im deutschen Urheberrecht, die es (unter anderem) den Verlegern von Schulbüchern ermöglicht, urheberrechtlich geschützte Texte ohne die Zustimmung der jeweiligen Urheber bzw. Rechteinhaber zu verwenden.

## Begriff und Rechtsgrundlage
Der Begriff des Schulbuchprivilegs kam erst nach dem Inkrafttreten des Urheberrechtsgesetzes in Gebrauch.
Bis zum Inkrafttreten des Urheberrechts-Wissensgesellschafts-Gesetzes (UrhWissG) am 1. März 2018 fand sich die Regelung des Schulbuchprivilegs in § 46 des Urheberrechtsgesetzes (UrhG). Zulässig war danach zuletzt

„die Vervielfältigung, Verbreitung und öffentliche Zugänglichmachung von Teilen eines Werkes, von Sprachwerken oder von Werken der Musik von geringem Umfang, von einzelnen Werken der bildenden Künste oder einzelnen Lichtbildwerken als Element einer Sammlung, die Werke einer größeren Anzahl von Urhebern vereinigt und die nach ihrer Beschaffenheit nur für den Unterrichtsgebrauch in Schulen, in nichtgewerblichen Einrichtungen der Aus- und Weiterbildung oder in Einrichtungen der Berufsbildung oder für den Kirchengebrauch bestimmt ist. Die öffentliche Zugänglichmachung eines für den Unterrichtsgebrauch an Schulen bestimmten Werkes ist stets nur mit Einwilligung des Berechtigten zulässig.“

Die Regelung galt also nicht nur für die Nutzung von Werk(teile)n in Werksammlungen zum Schulgebrauch, sondern in gleicher Weise auch für deren Nutzung zum Kirchengebrauch sowie zum sonstigen Unterrichtsgebrauch (etwa an einer Hochschule). Soweit, wie teilweise der Fall, mit dem Begriff des „Schulbuchprivilegs“ die (ganze) Schranke des § 46 UrhG bezeichnet wurde, wurde diese Bezeichnung also tatsächlich pars pro toto gebraucht.
Das Urheberrechts-Wissensgesellschafts-Gesetz vollzog eine Aufspaltung des bisherigen § 46 UrhG. Die Schrankenregelung zur Nutzung in Schulbüchern ist neu in § 60b UrhG enthalten. Nach Absatz 1 dürfen

„Hersteller von Unterrichts- und Lehrmedien […] für solche Sammlungen bis zu 10 Prozent eines veröffentlichten Werkes vervielfältigen, verbreiten und öffentlich zugänglich machen.“

Der Urheber hat für derartige Nutzungen Anspruch auf Zahlung einer angemessenen Vergütung. Der Vergütungsanspruch kann nur durch eine Verwertungsgesellschaft geltend gemacht werden.

## Geschichte
Eine Freistellung der Werknutzung in Schulbüchern enthielt in Deutschland erstmals das preußische Urheberrechtsgesetz von 1837. Danach war „[a]ls Nachdruck nicht anzusehen: […] die Aufnahme einzelner Aufsätze, Gedichte u.s.w. in […] Sammlungen zum Schulgebrauche“. Diesem Vorbild folgten bald schon auch eine Reihe anderer Mitgliedsstaaten des Deutschen Bundes in ihren Urheberrechtsgesetzen.
Nach dem 1870 verabschiedeten reichseinheitlichen Urheberrechtsgesetz des Norddeutschen Bundes war „das wörtliche Anführen einzelner Stellen oder kleinerer Teile eines bereits veröffentlichten Werkes oder die Aufnahme bereits veröffentlichter Schriften von geringerem Umfang in […] Sammlungen, welche aus Werken mehrerer Schriftsteller zum Kirchen-, Schul- und Unterrichtsgebrauch […] veranstaltet werden[,]“ nicht als Nachdruck anzusehen. Voraussetzung war die Angabe des Urhebers bzw. der benutzten Quelle. Die Ausnahmeregelung galt neben Schriftwerken auch für wissenschaftliche Zeichnungen und Abbildungen. Zulässig war außerdem, ebenfalls unter Pflicht zur Quellen- bzw. Urheberangabe, „das Anführen einzelner Stellen eines bereits veröffentlichten Werkes der Tonkunst, die Aufnahme bereits veröffentlichter kleinerer Kompositionen in […] Sammlungen von Werken verschiedener Komponisten zur Benutzung in Schulen, ausschließlich der Musikschulen“.
Das 1876 verabschiedete Kunstschutzgesetz des Deutschen Reichs (in das der Norddeutsche Bund zwischenzeitlich aufgegangen war) enthielt für Werke der bildenden Künste keine ausdrücklich auf den Schulgebrauch Bezug nehmende Ausnahmeregelung. Nicht als Nachdruck anzusehen war jedoch „die Aufnahme von Nachbildungen einzelner Werke der bildenden Künste in ein Schriftwerk, vorausgesetzt, daß das letztere als die Hauptsache erscheint, und die Abbildungen nur zur Erläuterung des Textes dienen“. Eine Pflicht zur Urheber- bzw. Quellenangabe bestand auch hier.
1902 trat im Deutschen Reich für Werke der Literatur und der Tonkunst das LUG in Kraft. Auch dort war ein Schulbuchprivileg enthalten. Namentlich war die Vervielfältigung eines Werkes der Literatur oder der Tonkunst dann zulässig, „wenn einzelne Aufsätze von geringem Umfang, einzelne Gedichte oder kleinere Theile eines Schriftwerkes nach dem Erscheinen in eine Sammlung aufgenommen werden, die Werke einer größeren Zahl von Schriftstellern vereinigt und ihrer Beschaffenheit nach für den Kirchen-, Schul- oder Unterrichtsgebrauch […] bestimmt ist“. Die Freistellung war eng auszulegen. Einer Gedichtsammlung wurde die Schulbucheigenschaft durch das Oberlandesgericht Dresden abgesprochen, weil sich die Bestimmung zum Schulgebrauch „[i]n dem äußern wie in dem innern Charakter des Werkes […] erkennen lassen und aussprechen“ müsse und sich die Sammlung im Streitfall von außen betrachtet als „eine für das große Publikum bestimmte und geeignete Anthologie“ dargestellt habe. In Bezug auf Musikwerke war es nach dem LUG zulässig, „kleinere Kompositionen nach dem Erscheinen in eine Sammlung [aufzunehmen], die Werke einer größeren Zahl von Komponisten vereinigt und ihrer Beschaffenheit nach für den Unterricht in Schulen mit Ausschluß der Musikschulen bestimmt ist“. Im Kunsturhebergesetz (KUG) von 1907 fand sich für Werke der bildenden Künste und der Fotografie dann eine ähnliche Regelung: „Zulässig ist die Vervielfältigung und Verbreitung, wenn einzelne Werke in eine selbständige wissenschaftliche Arbeit oder in ein für den Schul- oder Unterrichtsgebrauch bestimmtes Schriftwerk ausschließlich zur Erläuterung des Inhalts aufgenommen werden.“ Voraussetzung war die Angabe der Quelle sowie zusätzlich, dass das betreffende Werk bereits erschienen oder bleibend öffentlich ausgestellt ist.
Eine Vergütungspflicht bestand unter dem LUG und dem KUG noch nicht, wurde später jedoch immer wieder diskutiert. Referentenentwurf (1954), Ministerialentwurf (1959) und Regierungsentwurf (1962) zur Einführung des Urheberrechtsgesetzes hielten jeweils am Schulbuchprivileg fest, wollten dieses jedoch fortan mit einer Vergütungspflicht belegen. Der Bundesrat lehnte die Vergütungspflicht im Gesetzgebungsverfahren allerdings ab – in der im Vermittlungsausschuss gefundenen Kompromisslösung war sie nicht mehr enthalten. Das Urheberrechtsgesetz 1966 trat somit zunächst mit einem vergütungsfreien Schulbuchprivileg in Kraft. Mit Beschluss vom 7. Juli 1971 erklärte das Bundesverfassungsgericht das Schulbuchprivileg für verfassungswidrig, soweit es ohne Vergütungsanspruch gewährt wird. Der Gesetzgeber änderte die Bestimmung daraufhin und bestimmte, dass dem Urheber „für die Vervielfältigung und Verbreitung […] eine angemessene Vergütung zu zahlen“ ist. Der Vergütungsanspruch wird durch die VG Wort wahrgenommen, die hierzu schon 1977 mit dem Verband der Schulbuchverlage einen Gesamtvertrag abschloss.